# Bataille de Gibraltar (1607)
Cet article concerne la bataille de Gibraltar ayant eu lieu en 1607. Pour les différents sièges subis par la ville, voir Siège de Gibraltar.
Guerre de Quatre-Vingts Ans
Batailles
- Chronologie de la guerre de Quatre-Vingts Ans
- Valenciennes
- Austruweel
- Rheindalen
- Heiligerlee
- Jemmingen
- Jodoigne
- Brielle
- 1er Flessingue
- Malines
- Goes
- Mons
- Haarlem
- 2e Flessingue
- Borsele
- Zuiderzee
- Alkmaar
- Leyde
- Reimerswaal
- Mook
- Lillo
- Zierikzee
- 1er Anvers
- 1er Bréda
- Gembloux
- Rijmenam
- 1er Deventer
- Maastricht
- 2e Bréda
- Açores
- 2e Anvers
- 3e Anvers
- Boksum
- Zutphen
- 1er Berg-op-Zoom
- Gravelines
- 3e Bréda
- 2e Deventer
- Groningue
- Huy
- 1er Groenlo1
- 2e Groenlo
- Turnhout
- Nieuport
- Ostende
- L'Écluse
- 3e Groenlo
- Saint-Vincent
- Gibraltar
- Saint-Vincent (1621)
- 2e Berg-op-Zoom
- 4e Bréda
- 4e Groenlo
- Matanzas
- Bois-le-Duc
- Abrolhos
- Slaak
- Maastricht
- 5e Bréda
- Cabañas
- Calloo
- Les Downs
- Saint-Vincent (1641)
- Hulst
- Cavite

La bataille de Gibraltar oppose, le 25 avril 1607, durant la guerre de Quatre-Vingts Ans, une flotte hollandaise commandée par Jacob van Heemskerk, qui surprend une flotte espagnole ancrée dans la baie de Gibraltar et l'anéantit après quatre heures de combat. 

## La bataille
Le combat s'engage vers 15 heures 30. Le vent est faible. Cela gêne plus les lourds galions espagnols que les navires hollandais plus légers et qui bénéficient de surcroît de courants favorables.
Van Heemskerk laisse quelques-uns de ses vaisseaux à l'entrée de la baie afin d'intercepter d'éventuels fuyards et attaque ses adversaires avec le reste de ses navires, après avoir donné pour instructions à leurs capitaines de se concentrer sur les grosses unités espagnoles. La tactique sera de s'accrocher et de combattre à bout portant les dix galions.
Les Hollandais, dans une manœuvre similaire à celle qui sera utilisée deux cents ans plus tard lors de la bataille d'Aboukir, doublent la ligne espagnole. C'est-à-dire que chaque navire espagnol se voit attaqué sur chaque côté par un Hollandais, les premiers visés étant ceux des commandants.
Ainsi, le navire amiral espagnol, San Augustin, est engagé sur un bord par le navire de Van Heemskerk, Æolus, et, sur l'autre bord, par celui de l'amiral Lambert, Tiger. 
Plusieurs galions sont incendiés, les flammes se communiquant aux voiles de leurs agresseurs qui doivent s'éloigner avec précipitation. Un autre explose, ses débris communiquant le feu à plusieurs autres bâtiments. Le San Augustin, le vaisseau amiral est pris, le Nuestra señora de la Vega, incendié. 
Van Heemskerk et Don Juan Álvarez de Avilés, l'amiral espagnol, furent tous deux tués au début de l'affrontement, qui tourna au carnage lorsque les Hollandais mirent à l'eau des chaloupes et massacrèrent des centaines de marins ibériques tombés à la mer.
Selon Motley, ce carnage aurait été causé par la découverte de prisonniers hollandais enchaînés à fond de cale, et par les ordres donnés aux Espagnols de tuer les marins qu'ils feraient prisonniers.
Au coucher du soleil, la flotte espagnole est détruite, les Hollandais déplorent une centaine de morts. Le San Augustin est abandonné et sera incendié par les Espagnols eux-mêmes.

## Navires engagés
- Hollande
  - 26 vaisseaux de guerre dont : Æolus vaisseau amiral, De Tijger, De Zeehond, De Griffioen, De Roode Leeuw, The Golden Lion, De Zwarte Beer, De Witte Beer et De Ochtendster.
  - 4 cargos
- Espagne
  - 21 vaisseaux, dont 10 galions : San Augustin vaisseau amiral (commandé par le fils de Don Juan), Nuestra Señora de la Vega et Madre de Dios.